# Amayé-sur-Seulles
Amayé-sur-Seulles é uma comuna francesa na região administrativa da Normandia, no departamento Calvados. Estende-se por uma área de 5,64 km². Em 2010 a comuna tinha 237 habitantes (densidade: 42 hab./km²).